# Warsaw Trade Tower
Tòa nhà thương mại Warsaw (WTT) là một tòa nhà chọc trời ở Warsaw. Cùng với Cung văn hóa và khoa học, Warsaw Spire và Złota 44, đây là một trong bốn tòa nhà ở Warsaw có chiều cao ở mái hơn 180 mét (590 ft). Tháp thương mại Warsaw là tòa nhà cao thứ bảy ở Ba Lan.
Tòa nhà nằm trên đường Chłodna và Towarowa, cách Bảo tàng Khởi nghĩa Warsaw hai dãy nhà. Công ty bảo hiểm AXA là công ty đã thuê tên, và logo của nó được hiển thị nổi bật từ các tầng trên.
Tòa nhà thương mại Warsaw có một ngọn tháp kim loại (rơle ăng ten) được gắn vào tòa nhà trên vành thép. Ngọn tháp bắt đầu từ độ cao ở 32 tầng và cao lên 24 m (79 ft)   phía trên mái nhà.
Việc xây dựng diễn ra từ năm 1997 đến 1999 bởi công ty Daewoo của Hàn Quốc. Năm 2002, Daewoo bán tài sản cho công ty Apollo-Rida của Mỹ. Ở chiều cao 208 mét (682 ft) (mái chính cao lên 187,1 mét hay 614 ft), tòa nhà chọc trời 43 tầng này bao gồm trung tâm mua sắm hai tầng, văn phòng và ba tầng đậu xe ngầm cho khoảng 300 xe hơi. Tòa nhà có một trong những thang máy nhanh nhất châu Âu, di chuyển với tốc độ 7 mét trên giây (23 ft/s). Nền móng của Tòa nhà thương mại Warsaw sâu 11 mét (36 ft) và dựa trên 156 cọc.